# Mount Chief Pascall
Der Mount Chief Pascall ist ein 2206 m hoher Berg mit einer Schartenhöhe von 296 m im Südwesten der kanadischen Provinz British Columbia.

## Geographie
Der Mount Chief Pascall ist Teil der Joffre Group in den Lillooet Ranges. Er liegt 26 km östlich von Pemberton, 8 km südwestlich des Duffey Lake, und außerdem im „Nlháxten/Cerise Creek Conservancy“. Der Cayoosh Pass liegt unmittelbar nordwestlich des Berges; auf seiner gegenüberliegenden Seite erhebt sich der Cayoosh Mountain. Der nächsthöhere Berg ist der Joffre Peak (2721 m), 2,1 km südlich gelegen. In fünf Kilometern Entfernung ragt im Nordosten der Mount Rohr auf. Die Abflüsse der Niederschläge vom Berg fließen in Zuflüsse des Cayoosh Creek.

## Geschichte
Der Name des Berges wurde durch Karl Ricker vom Alpine Club of Canada vorgeschlagen, um Chief Bill Pascall zu ehren, einen frühzeitigen Führer der T'it'q'et First Nation. Das Toponym wurde am 23. Januar 1979 vom Geographical Names Board of Canada offiziell anerkannt.

## Klima
In Bezug auf die Klimaklassifikation nach Köppen und Geiger herrscht am Gipfel des Mount Chief Pascall ein subarktisches Klima. Die meisten Wetterfronten stammen vom Pazifik und bewegen sich ostwärts auf die Coast Mountains zu, wo sie durch die Berge zum  Aufsteigen (Windstau) gezwungen werden, was wiederum dazu führt, dass die enthaltene Feuchtigkeit in Form von Regen oder Schnee abgegeben wird. Im Ergebnis führt das zu hohen Niederschlägen in den Coast Mountains, insbesondere zu starken Schneefällen im Winter. Die Temperaturen können unter −20 °C fallen, unter Berücksichtigung von Windchill-Einfluss unter −30 °C. Die Monate Juli bis September bieten die besten Wetterbedingungen für einen Aufstieg.

## Galerie

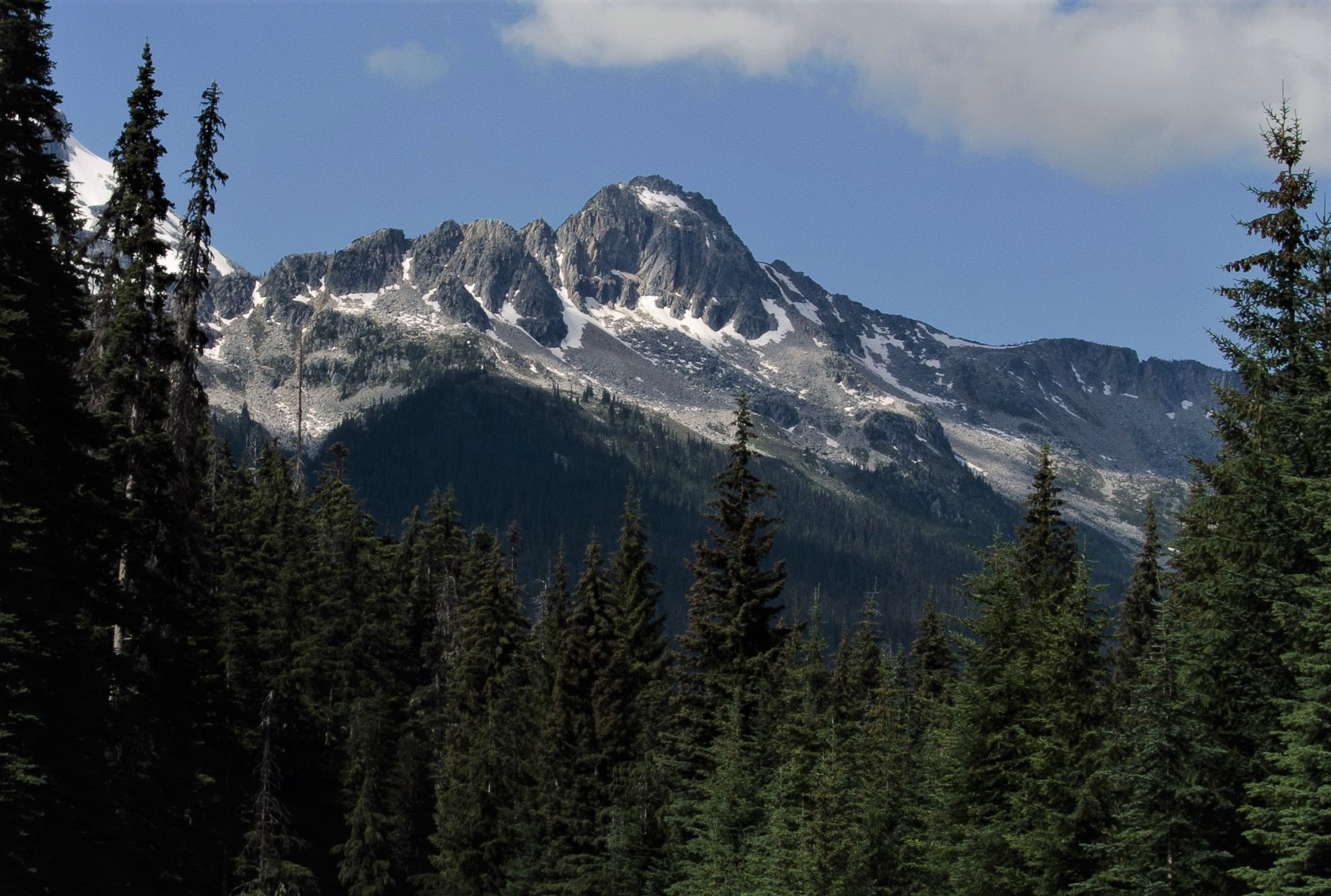
Mount Chief Pascall
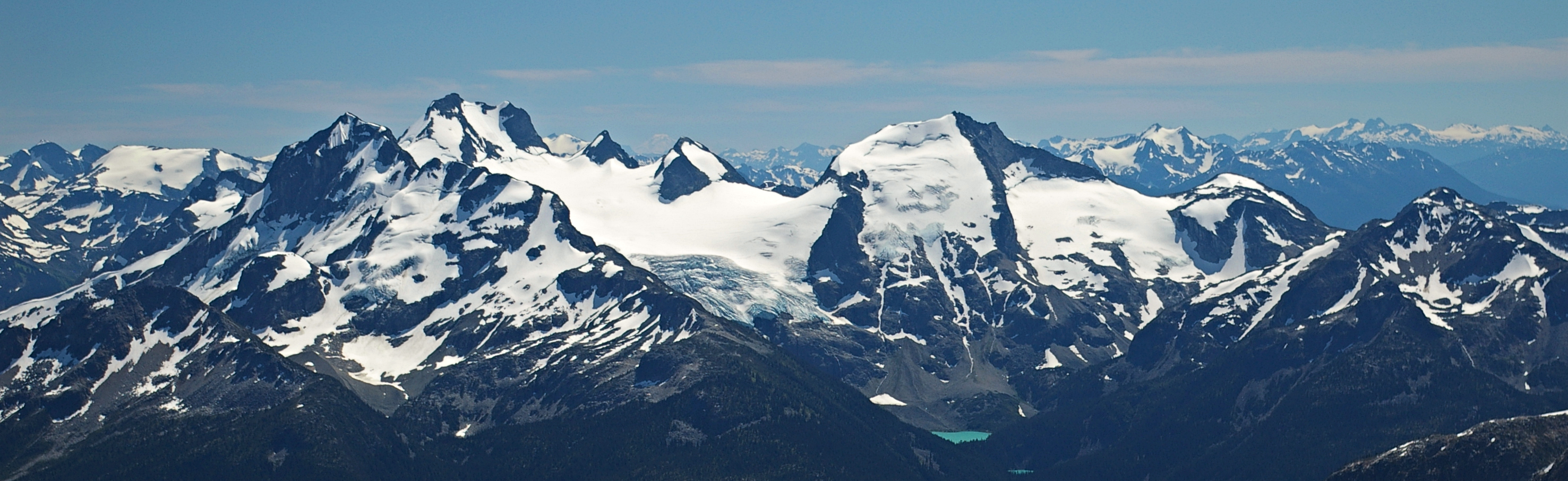
Die Joffre Group vom Mount Marriott: Joffre Peak (links), Mount Matier (höchster) und Slalok Mountain (rechts). Der Mount Chief Pascall liegt in der linken unteren Ecke (siehe Annotationen zum Foto).